# Moçâmedes
Moçâmedes é uma cidade e município de Angola, capital da província de Namibe. Entre 1985 e 2016, a cidade teve o mesmo nome da província, isto é, denominou-se "Namibe". 
Segundo as projeções populacionais de 2018, elaboradas pelo Instituto Nacional de Estatística, conta com uma população de 335 892 habitantes e área territorial de 8 916 km², sendo o município mais populoso da província.
Grande centro econômico da província, é também um dos mais vitais centros logísticos da nação, congregando porto, ferrovia, aeroporto e rodovias, num grande entroncamento de transportes.

## Etimologia
O nome "Moçâmedes" advém do título Barão de Mossâmedes, dado a José de Almeida e Vasconcelos. O nome do título nobiliárquico viria do antigo reguengo de Moçâmedes (em São Miguel do Mato, concelho de Vouzela, na Beira), concedido pelo rei português aos familiares de Almeida e Vasconcelos.

## História
O primeiro nome do lugar foi "Chitoto Chobatua" (buraco dos passarinhos), dado pelos mucubais a uma aldeia de pescadores, pastores e caçadores que existia na baía do Namibe, no século XV.

### Explorações coloniais
Em 1485, o local passou a chamar-se de "Mossungo - Bitoto", e; em 10 de julho de 1645 passou a chamar-se de "Angra dos Negros" (ou Enseada dos Negros), nome dado por Francisco de Souto-Maior, durante a reconquista de Angola, possivelmente em virtude do embarque de escravos feito naquela baía.
Somente no ano de 1785, durante uma expedição de supervisão da condição da povoação de Angra dos Negros, foi batizada pelo tenente-coronel Eusébio Pinheiro Furtado de "Baía de Mossâmedes" em homenagem a José de Almeida e Vasconcelos, Barão de Mossâmedes. A expedição, feita por Pinheiro Furtado e Gregório José Mendes, constatou que o povoado de Mossâmedes, dos pescadores herero-mucubais, estava desorganizado e praticamente abandonado.

### Colonização efetiva
Em setembro de 1839 o tenente João Francisco Garcia e o capitão Pedro Alexandrino da Cunha partem numa missão de reconhecimento do povoado de Mossâmedes e das zonas interiores do sul de Angola, dando relatório ao governo colonial em Luanda em dezembro do mesmo ano. Com ordens de José Travassos Valdez, 1º Conde do Bonfim e do governador geral de Angola Manuel Eleutério Malheiro, tenente Garcia chega novamente ao povoado de Mossâmedes, em fevereiro de 1840, para erguer uma colónia penal, o que viria a ser a Fortaleza de São Fernando de Namibe (concluída em 1844). Astuto negociador, tenente Garcia convence muitos sobas hereros a mudar-se para as proximidades do canteiro de obras da Fortaleza, costurando, em 13 de agosto de 1840, um pacto de amizade e de comércio com os sobas Mossungo e Giraúl, para que as populações locais se aglomerassem no ainda efêmero povoado, que passou a contar a partir daí com oito feitorias e oito casas de negócio.
Em meio aos acontecimentos trágicos da revolução Praieira, entre 1848 e 1849, na província de Pernambuco, no Império do Brasil, parte, em 23 de maio de 1849, a barca "Tentativa Feliz" e o brigue da marinha portuguesa "Douro", com 166 luso-brasileiros a bordo, rumo a Mossâmedes, na Angola Portuguesa. Após 73 dias de viagem chegam ao destino. Outra expedição luso-brasileira viria para a localidade no ano seguinte.
Na baía do Namibe havia um rio seco, o rio Bero, que Bernardino Freire de Figueiredo Abreu e Castro, o líder da primeira expedição, chamou de Nilo de Mossâmedes, porque na época das chuvas a água das enxurradas invade toda a terra, trazendo os fertilizantes naturais para novas sementeiras, num microclima temperado. No dia 4 de agosto de 1849 há a fundação oficial do distrito de Mossâmedes, delimitando o povoado de Mossâmedes como sede-capital distrital, com o discurso oficial pelos representantes portugueses na presença das autoridades tradicionais, os sobas Mossungo e Giraúl. Foram erguidos alojamentos temporários no povoado para os portugueses.
No dia 5 de agosto as áreas agrícolas onde foram distribuídas, com Bernardino seguindo para Luanda no dia 16 de agosto para apresentar cumprimentos ao governador geral. Ao retornar, em 13 de outubro de 1849, tomou posse como primeiro presidente do concelho de Mossâmedes, acumulando também a governadoria do distrito homônimo.
No dia 21 de outubro de 1849 foi feita a instalação, no Vale dos Cavaleiros, dos engenhos de açúcar de Bernardino, que aboliu ali a presença de trabalho escravo.
Até 26 de março de 1855, o Mossâmedes, que já sediava o distrito, ainda era juridicamente um povoado, quando finalmente adquiriu seu estatuto jurídico pleno para uma capital, sendo elevada a categoria de vila.

### Da década de 1900 à década de 1960

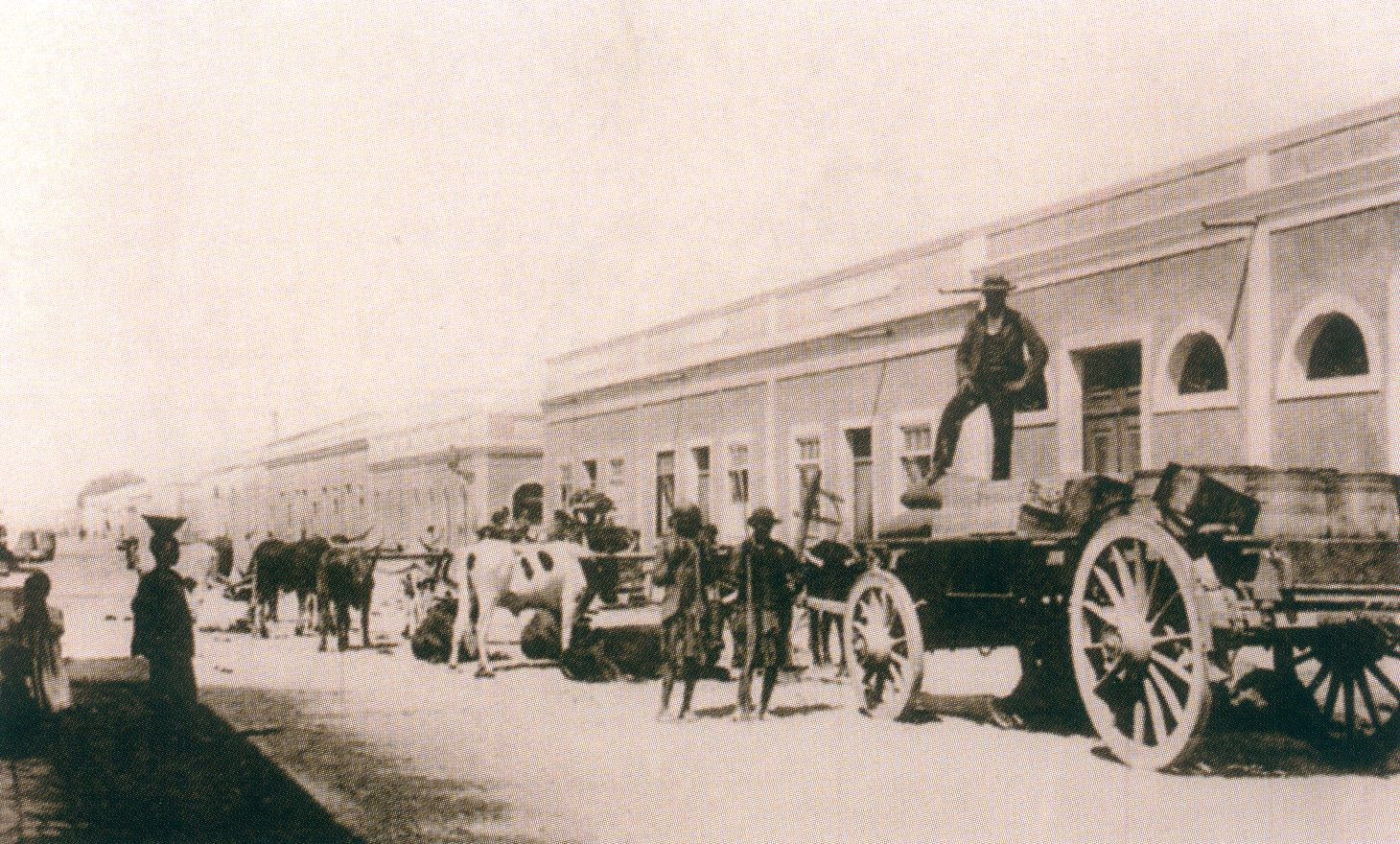
Wagon de angobôeres, em 1908, em Moçâmedes.

Em 1905 começa a construção do Caminho de Ferro de Moçâmedes, que parte do porto do Namibe (em Moçâmedes) e chega à cidade de Menongue (antiga Serpa Pinto), tendo a construção sido concluída em 1963.
Em 1907 a vila de Mossâmedes é elevada ao título de "Real Cidade de Mossâmedes" por decreto do próprio rei Carlos I de Portugal, em título entregue durante a visita à cidade do príncipe Luís Filipe. Com a entrada em vigor do Acordo Ortográfico de 1945, a grafia do nome da cidade altera-se para "Moçâmedes".

### Período das guerras
Nos acontecimentos que antecederiam a independência de Angola, a UNITA, com o apoio da Força de Defesa da África do Sul, durante a Operação Savana, invade e ocupa Moçâmedes, expulsando o MPLA. Como contra-resposta, o MPLA, com apoio das Forças Armadas de Cuba, lançam a Operação Carlota, retomando o controle da cidade entre 1975/1976.
Em 5 de abril de 2001 uma calamitosa enchente atingiu a cidade, na cheia do rio Bero, com muitos populares perdendo entes queridos e propriedades, tendo os sobreviventes sido encaminhados para a área antes desértica do distrito urbano de Forte de Santa Rita, que tornou-se um setor de expansão de Moçâmedes.

### Pós-guerra civil
Em 2013 a cidade sediou, em conjunto com Luanda, o Campeonato do Mundo de Hóquei em Patins, o primeiro do género em África.
O município, a cidade e a comuna-sede chamavam-se Namibe até junho de 2016 quando, por um decreto-lei de 27 de junho de 2016, o nome voltou a ser "Moçâmedes".

## Geografia
O município de Moçâmedes é limitado a norte pelo município de Baía Farta (província de Benguela), a leste pelos municípios de Camucuio, Bibala e Virei, a sul pelo município de Tômbua e a oeste pelo Oceano Atlântico.

### Clima
Segundo a classificação climática de Köppen-Geiger, praticamente todo o território municipal moçamedense está incluído no clima desértico quente (BWh). Apesar do clima desértico, pelo menos no litoral municipal a corrente de Benguela modifica esta realidade. A temperatura média da cidade de Moçâmedes é de 23 °C sendo as temperaturas baixas na estação seca e altas na estação do cacimbo. Os meses de março e maio são onde ocorrem com maior frequência as chuvas. Já junho e julho são os meses mais frios, com eventuais geadas. Os meses mais quentes são dezembro, janeiro e fevereiro, onde a variação térmica vai dos 8 °C aos 32 °C.
| Médias meteorológicas para Moçâmedes                                                                                                  | Médias meteorológicas para Moçâmedes | Médias meteorológicas para Moçâmedes | Médias meteorológicas para Moçâmedes | Médias meteorológicas para Moçâmedes | Médias meteorológicas para Moçâmedes | Médias meteorológicas para Moçâmedes | Médias meteorológicas para Moçâmedes | Médias meteorológicas para Moçâmedes | Médias meteorológicas para Moçâmedes | Médias meteorológicas para Moçâmedes | Médias meteorológicas para Moçâmedes | Médias meteorológicas para Moçâmedes | Médias meteorológicas para Moçâmedes |
| Mês | Jan                                  | Fev                                  | Mar                                  | Abr                                  | Mai                                  | Jun                                  | Jul                                  | Ago                                  | Set                                  | Out                                  | Nov                                  | Dez                                  |                                      |
| --- | ------------------------------------ | ------------------------------------ | ------------------------------------ | ------------------------------------ | ------------------------------------ | ------------------------------------ | ------------------------------------ | ------------------------------------ | ------------------------------------ | ------------------------------------ | ------------------------------------ | ------------------------------------ | ------------------------------------ |
| Alta recorde °C (°F) | 22 (72)                              | 24 (75)                              | 24 (75)                              | 22 (72)                              | 20 (68)                              | 17 (63)                              | 18 (64)                              | 19 (66)                              | 18 (64)                              | 19 (66)                              | 21 (70)                              | 25 (77)                              |                                      |
| Média alta °C (°F) | 26 (79)                              | 28 (82)                              | 28 (82)                              | 27 (81)                              | 25 (77)                              | 22 (72)                              | 20 (68)                              | 21 (70)                              | 22 (72)                              | 23 (73)                              | 25 (77)                              | 28 (82)                              |                                      |
| Média diária °C (°F) | 16 (61)                              | 18 (64)                              | 20 (68)                              | 18 (64)                              | 15 (59)                              | 13 (55)                              | 13 (55)                              | 15 (59)                              | 16 (61)                              | 18 (64)                              | 19 (66)                              | 20 (68)                              |                                      |
| Média baixa °C (°F) | 13 (55)                              | 14 (57)                              | 12 (54)                              | 11 (52)                              | 10 (50)                              | 8 (46)                               | 6 (43)                               | 8 (46)                               | 8 (46)                               | 12 (54)                              | 13 (55)                              | 15 (59)                              |                                      |
| Baixa recorde °C (°F) | 10 (50)                              | 9 (48)                               | 9 (48)                               | 8 (46)                               | 8 (46)                               | 5 (41)                               | 4 (39)                               | 6 (43)                               | 7 (45)                               | 7 (45)                               | 8 (46)                               | 11 (52)                              |                                      |
| Fonte: weatherbase.com http://www.weatherbase.com/weather/weather.php3?s=22466&cityname=Mocamedes-Angola&set=metric {{{acesso_data}}} |                                      |                                      |                                      |                                      |                                      |                                      |                                      |                                      |                                      |                                      |                                      |                                      |                                      |

### Hidrografia
A cidade de Moçâmedes tem nas suas proximidades o rio Bero que se encontra seco na maior parte do ano. O rio separa a Zona Norte da cidade, onde estão os bairros do Sacomar, Cambongue e Juventude.
Outros rios extremamente relevantes para o município são o Giraul, subdivido em dois sistemas (Giraul de Cima e o Giraul de Baixo), cujo seu leito e, principalmente as suas margens, servem de suporte à prática de agricultura.

### Relevo
O relevo do município moçamedense é afetado, principalmente, pela faixas setentrionais do deserto do Namibe, pelo planalto de Moçâmedes e pelo deserto planáltico de Moçâmedes (ou deserto de Bentiaba) — os dois últimos acidentes geográficos são zonas de tranzição entre a cordilheira da Chela e o litoral.

#### Proteções litorais
O litoral moçamedense têm como principal referencial a baía do Namibe, tendo uma extensão de 38 quilómetros, com um total de 15 praias, sendo cercado pelas pontas do Giraul e Noronha. O rio Bero deságua na baía do Namibe. Outros referenciais do município são as baías das Luciras, de Bentiaba, das Matilhas e das Salinas.

### Subdivisões
O município constitui-se pela comuna de Moçâmedes, que é equivalente a própria cidade de Moçâmedes, e pelas comunas de Lucira e Bentiaba.
Já a cidade de Moçâmedes era constituída somente por bairros. Mas com a expansão urbana foram criadas áreas habitacionais distantes dos centros, formadoras de novas centralidades geo-econômicas. A cidade é composta pelos distritos urbanos de Forte de Santa Rita, Sacomar, Aida e Centro; que por sua vez, subdividem-se em bairros. Moçâmedes subdivide-se em quatro zonas:
Distrito urbano do Sacomar - Zona Norte
É a segunda maior em área e a terceira em população e seus principais bairros são: Sacomar, Cambongue, Juventude e Giraul de Cima, além destes possui outros pequenos bairros.
Distrito urbano de Forte de Santa Rita - Zona Sul
É a maior em área e em população, composto pelos bairros de Forte de Santa Rita, 5 de Abril, Aeroporto, Praia Amélia, Mandume ya Ndemufayo, Cassange, Quatro e Meio e muitos outros menores.
Distrito urbano de Aida - Zona Leste
É a menor em área e em população, devido a sua proximidade ao rio que corta a zona e aos desnivelamentos nos terrenos. É composta pelos bairros da Aida e Giraul de Baixo e pequenas aglomerações.
Distrito urbano do Centro - Zona Central
A terceira maior em área e a segunda em população, onde encontram-se grande parte dos edifícios públicos, a parte histórica da cidade. Seus bairros são Torre do Tombo, Platô, Saíde Mingas, Facada, Espirito Santo (ou Heróis de Mucaba), Bairro dos Corações, Ponta de Noronha, Zona Portuária, Muinho e Eucaliptos.

## Política

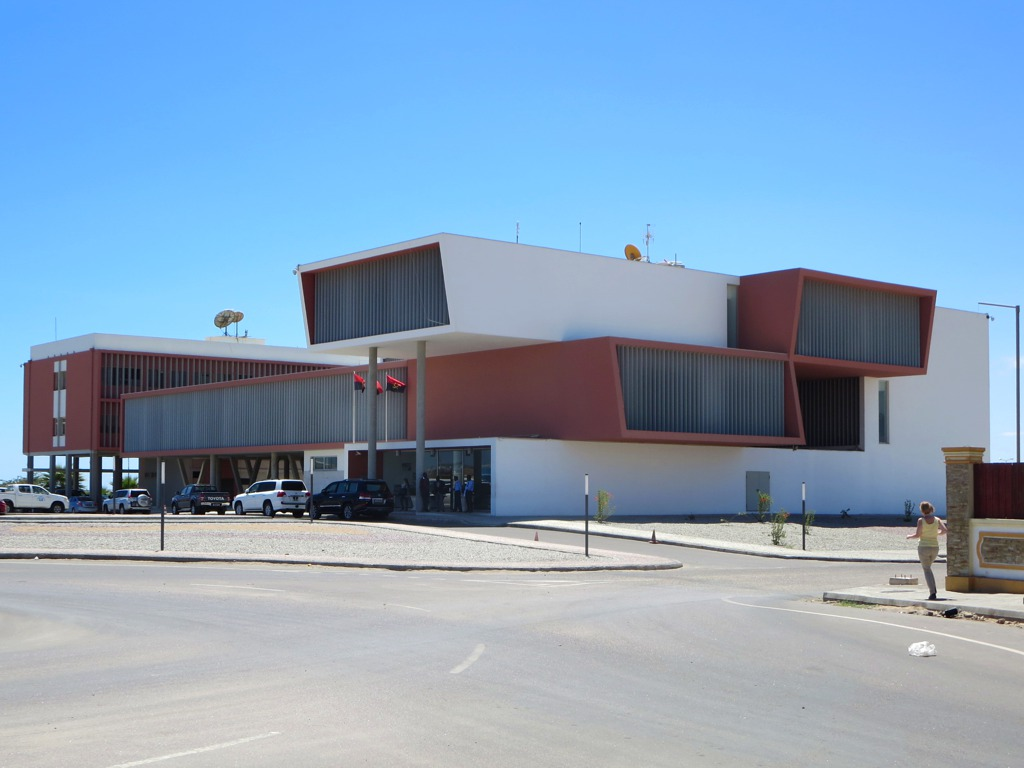
Sede do Governo Provincial do Namibe, em 2015.

Sede administrativa de uma das regiões mais extremas da nação, o município de Moçâmedes é gerido por um Câmara de Vereadores, que tem como gestor principal o presidente, que é o chefe de governo da municipalidade. A Câmara pode nomear os chefes de cada comuna.

### Capital provincial
A cidade e município do Moçâmedes têm o estatuto de capital da província do Namibe, por isso mesmo, abriga a sede das secretarias e autarquias de governo e outras instituições administrativas, além do Gabinete do Governador, junto ao Palácio Provincial do Namibe.
Os organismos de representação provincial do Governo da República de Angola também têm sede na cidade.

### Cidades-irmãs
Moçâmedes tem intercâmbio cultural, económico e institucional com algumas cidades, incluindo geminação com Natal, Rio Grande do Norte, no Brasil.

## Infraestrutura
Municipalidade mais bem estruturada da província, Moçâmedes dispõe de uma gama de infraestruturas considerável se comparada até mesmo a outras capitais provinciais da nação.

### Abastecimento de água e saneamento básico
O sistema de abastecimento de água potável a nível da sede é assegurado por três captações subterrâneas (Benfica, Boa Vista e Cussi) todas provenientes do rio Bero, sendo a água bombeada por eletrobombas para os reservatórios. O serviço é mantido pela Empresa Pública de Águas e Saneamento do Namibe (EPASN).
Nas principais ruas da sede do município, os serviços de manutenção da rede de esgoto e de recolha dos resíduos sólidos são assegurados pela EPASN. Nas zonas periféricas o saneamento é ainda deficiente, embora existam vários contentores públicos distribuídos pelos bairros para depósito do lixo. É assim possível encontrar focos de lixo em diferentes áreas, sendo esta situação agravada pelo facto de algumas residências não possuírem casas de banho.

### Comunicações
Do ponto de vista de comunicação, os serviços disponíveis são os telefónicos — telefonia fixa e móvel — ofertados pela Angola Telecom, Movicel e Unitel; serviços de rádio com frequência da Rádio Nacional de Angola; televisivo, com um repetidor da Televisão Pública de Angola; Correios de Angola, com serviços de correio e telégrafo, entre outras operadoras de internet. Nas mídias impressas, ainda há o tradicional Jornal de Angola e o jornal regional Ventos do Sul.

### Educação
Desde 2020 a cidade sedia a Universidade do Namibe, a maior e mais importante instituição de ensino superior da província.

### Energia elétrica
O fornecimento de energia elétrica na sede do município é garantido pela Central Hidroelétrica de Matala e pela Central Termoelétrica do Xitoto. A cidade recebeu, em 2013, uma aporte na central do Xitoto para abastecer os bairros mais afastados. Prevê-se, ainda, criar uma nova fonte de energia para cidade a partir da geração eólica, com a qual espera-se que até 2023 venha a duplicar a capacidade de abastecimento de energia. A eletricidade é distribuída a nível residencial e comercial pela Empresa Nacional de Distribuição de Electricidade (ENDE).

### Saúde
Em aspectos de saúde, até 2014 a cidade de Moçâmedes possuía uma relativa rede de atendimento, dispondo de um hospital provincial, 2 hospitais municipais, 1 hospital de doenças infecciosas, 10 centros de saúde, 30 postos de saúde. Apesar destes números, ainda se verifica uma carência de postos de saúde. Em 2014 a prestação de serviços de saúde era assegurada por 93 médicos (dos quais apenas 15 são angolanos), 730 enfermeiros e 250 técnicos de diagnóstico. Uma das unidades médicas de especialização é a Maternidade Provincial do Namibe, uma das principais do sul de Angola.

### Segurança
O sistema de segurança pública de Moçâmedes é garantido por batalhões da Polícia Militar das Forças Armadas Angolanas, por um destacamento permanente da Polícia Nacional e por um quartel do Serviço de Protecção Civil e Bombeiros.
Embora não tenha papel de força de segurança pública convencional, na cidade está a Base Naval de Moçâmedes da Marinha de Guerra Angolana, onde está estacionado o Regimento de Defesa Costeira do Namibe e a Brigada de Navios de Superfície do Namibe.

### Transportes

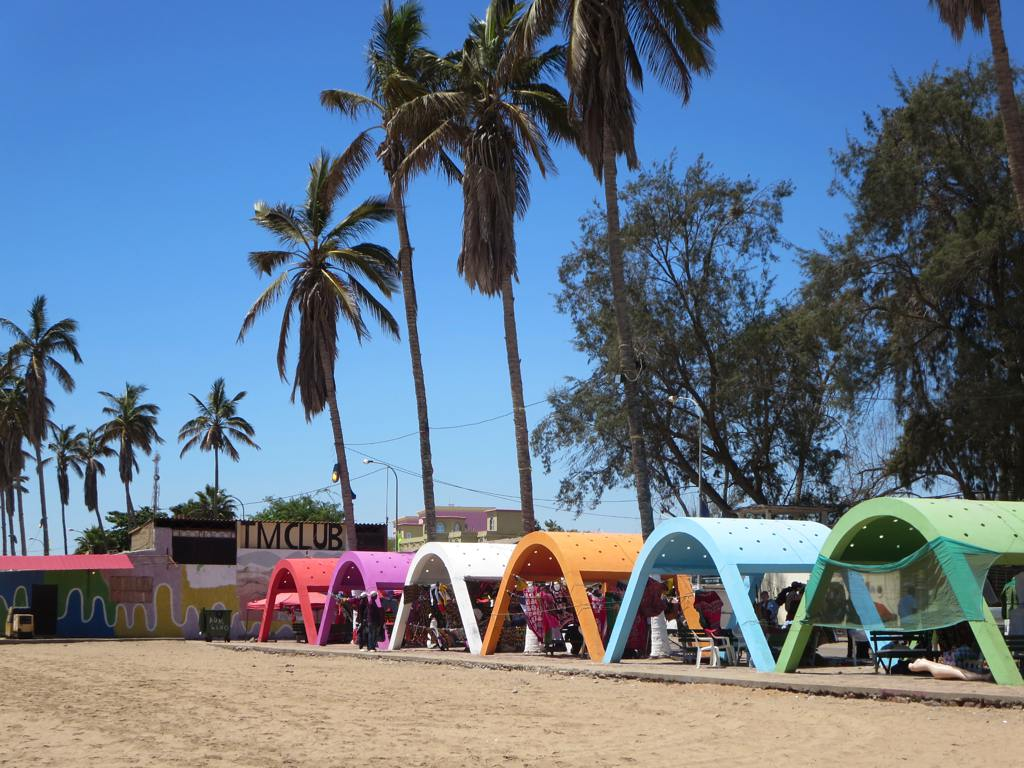
Mercado de artesanatos, na Praia das Miragens, em Moçâmedes, em 2015.

A cidade de Moçâmedes se encontra interligada por via terrestre, aérea e marítima com o interior da província, com outras províncias angolanas e outros países.
Já as vias de acesso da cidade sofreram, em 2013, uma remodelação completa tanto nas avenidas, como nas ruas e calçadas, tendo sido reposta a sinalização e a colocação de semáforos e faixas de trânsito.

#### Rodovias
O principal troço rodoviário de Moçâmedes é a rodovia EN-100, que a liga a Tômbua, ao sul, e à Bentiaba, ao norte. Por meio da EN-100 há também acesso à rodovia EN-280, que liga o Moçâmedes ao Lubango.

#### Caminho de ferro
Moçâmedes é servida pelo Caminho de Ferro de Moçâmedes, que a liga às capitais das províncias da Huíla (Lubango) e do Cuando-Cubango (Menongue), entre outras cidades do interior. Uma ligação importante é com a região agropecuária da Bibala, que abastece o município com gêneros alimentícios. Conta com estações de Moçâmedes, do Cambongue, do Sacomar e do Giraul.

#### Porto
Fundamental para o estabelecimento de Moçâmedes, o Porto do Namibe, situado na baía do Namibe, é a maior infra estrutura portuária do sul de Angola e a terceira mais importante do país. Há ainda a extensão deste, que é o Terminal do Sacomar (ou terminal portuário mineraleiro do Sacomar), construído em 1967, para exportação do minério de ferro das minas de Cassinga/Jamba, na Huíla, funcionando também como terminal de descarga de combustível e lubrificantes da Sonangol.

#### Aeroporto
Moçâmedes é servida pelo Aeroporto Internacional Welwitschia Mirabilis, que comporta um terminal de passageiros e um terminal de cargas podendo receber, simultaneamente, três aviões do tipo Boeing 737-700 e 400 pessoas para embarque e desembarque. A principal ligação aérea é para a cidade Luanda capital de Angola.

## Cultura e lazer

### Cultura

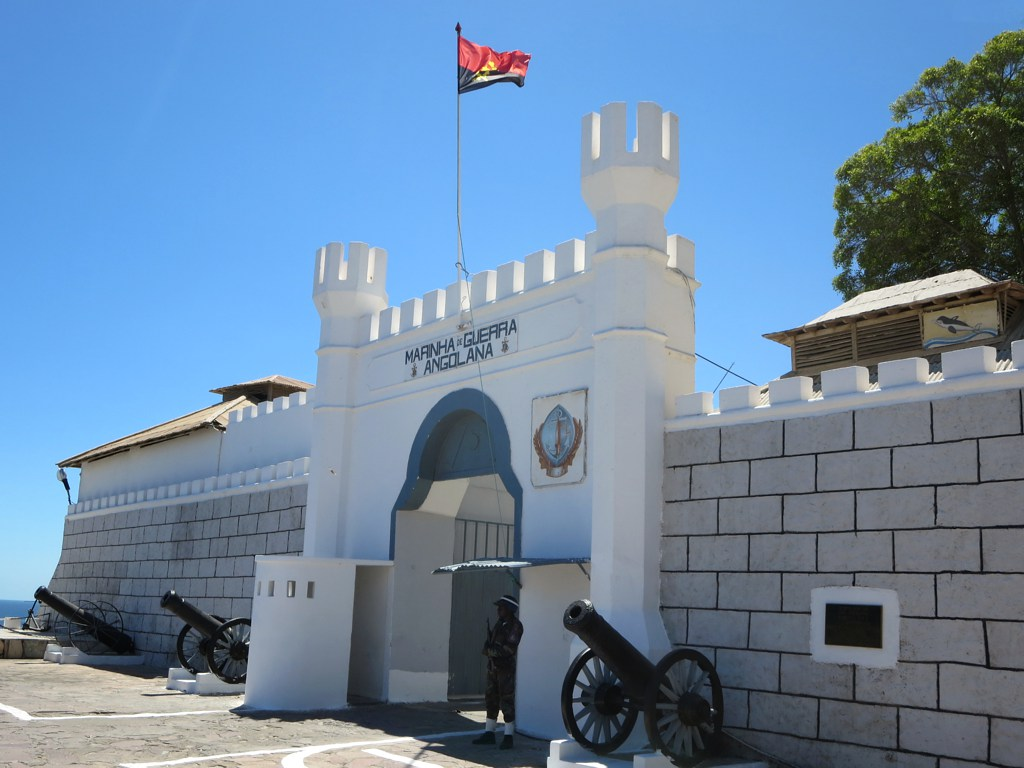
Fortaleza de São Fernando, quartel da Marinha de Guerra Angolana, em 2015.

As principais manifestações culturais-religiosas da cidade são a "Romaria à Capela de Nossa Senhora do Quipola" e as "Festa do Mar", que são promovidas pelo governo do Namibe e pela Diocese do Namibe. A primeira sempre em 8 de dezembro, enquanto que a segunda ocorre no mês de março. A marginal de Moçâmedes se transforma em uma zona de shows durante as festas do Mar, onde mais de 100 mil pessoas ocupam a marginal para ver a apresentação de músicos locais, nacionais e internacionais.

### Lazer
O Museu do Namibe reúne peças antropológicas da cultura cuvale, dos povos hereros e dos povos coissãs, bem como do próprio processo de colonização, entre outros como artigos e peças; o espaço é aberto a visitação durante todo ano.

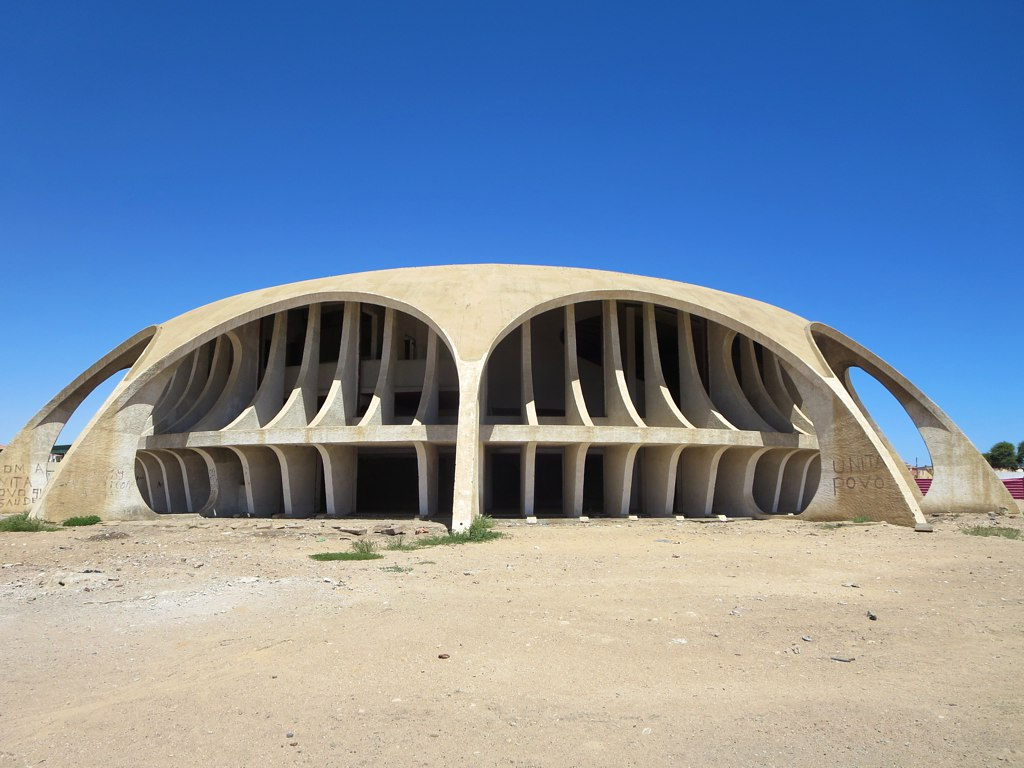
Cine Place Namibe, 2015.

Um dos principais pontos de interesse da cidade é a Fortaleza de São Fernando de Namibe, construção histórica portuguesa que atualmente serve como quartel da Marinha de Guerra Angolana.

#### Desportos
A principal prática desportiva moçamedense é o futebol, tanto que na cidade estão sediadas as equipas Atlético Desportivo Petróleos do Namibe, Interclube do Namibe, Sporting Clube de Namibe e Benfica de Moçâmedes; todos já jogaram a primeira divisão do Girabola. Suas mais importantes infaestruturas desportivas são o Estádio Joaquim Morais, o Ginásio-Pavilhão Welwitschia Mirabilis, o Campo da Facada e o Campo do Sacomar.

#### Antigas infraestruturas
O Cine-Estúdio da cidade, na altura o terceiro cinema municipal, construído por iniciativa da empresa Cine-Moçâmedes, apresenta uma icónica arquitectura de Botelho Vasconcelos, inspirada no estilo do brasileiro Óscar Niemeyer. Encontrava-se prestes a abrir portas aquando a independência, mas ficou por estrear, tendo sido entretando vandalizado. É hoje alvo de pichações de protesto e promessas de reabilitação, orçamentadas em 2022 no valor de 563,7 milhões de euros.